# Astérix et Obélix XXL
 (février 2017).
Si vous disposez d'ouvrages ou d'articles de référence ou si vous connaissez des sites web de qualité traitant du thème abordé ici, merci de compléter l'article en donnant les références utiles à sa vérifiabilité et en les liant à la section « Notes et références ».
Astérix et Obélix XXL est un jeu vidéo d'action-aventure en 3D développé par Étranges Libellules et publié par Atari en 2003 sur PlayStation 2, puis porté sur GameCube, Microsoft Windows et Game Boy Advance. Inspiré de la bande dessinée créée par René Goscinny et Albert Uderzo, le jeu, affiché dans une vue à la troisième personne, permet aux joueurs d’incarner les deux protagonistes, Astérix et Obélix, à travers une série de niveaux situés dans différentes provinces de l’Empire romain en 50 av. J.-C.
Le jeu vidéo met en avant un univers fidèle aux BD avec des doublages officiels, notamment ceux de Roger Carel et Pierre Tornade. Conçu pour un jeune public, Astérix & Obélix XXL connaît un certain succès en France et donne naissance à plusieurs suites et un remaster, sorti le 22 octobre 2020 sur PlayStation 4, PlayStation 5 et Nintendo Switch.

## Synopsis
Astérix, Obélix et leur chien Idéfix s'adonnent à leur activité favorite : la chasse au sanglier. Alors qu’ils traversent la forêt, un orage éclate. La foudre frappe un arbre voisin ce qui effraie Idéfix, qui s'enfuit dans les bois. En partant à sa recherche, Astérix aperçoit au loin des flammes s’élevant au-dessus des arbres. Il découvre que le village gaulois a été attaqué et incendié par les Romains.
Sur les lieux, Astérix fait la rencontre inattendue d'Acidcloridrix, un ancien espion de Jules César, désormais en quête de vengeance après avoir été congédié. Ce dernier décide d’aider les Gaulois en leur révélant les secrets de l’Empire romain. Il explique à Astérix que l’attaque fut rapide et stratégique : malgré une faible résistance, les villageois ont été contraints de se rendre.
Après avoir exploré les ruines du village et ses environs, Astérix retrouve Obélix, toujours à la recherche d'Idéfix. Par la suite, ils poursuivent un légionnaire romain jusqu’à la plage, où ils trouvent Acidcloridrix qui leur montre des navires quittant le rivage. Il s’avère que ces navires transportent plusieurs villageois, capturés puis envoyés de force vers différentes provinces de l’Empire romain. À cette occasion, Acidcloridrix révèle également que le druide Panoramix a été fait prisonnier et enfermé dans une cage, toujours située quelque part en Gaule.
Plus tard, dans la forêt, l'espion réapparaît à nouveau, cette fois accompagné d’Idéfix, qu’il a retrouvé pour aider les deux héros. En attaquant un camp romain à proximité, le trio trouve la cage de Panoramix. Une fois libéré, il leur raconte avoir assisté personnellement à l’organisation de la déportation : Jules César, présent sur place, avait ordonné que chaque villageois soit envoyé dans une province différente. Les emplacements furent notés sur une grande carte de marbre, que César fit accidentellement briser en plusieurs morceaux afin d’éviter toute tentative de sauvetage. Certains prisonniers réussirent à s’emparer d’un fragment de la carte avant leur départ.
Panoramix confie à Astérix le morceau qu’il a pu conserver, puis retourne au village. Munis de cet indice, Astérix, Obélix et Idéfix se lancent dans une expédition à travers tout l’Empire romain pour libérer leurs amis capturés et contrecarrer les plans de César.

## Système de jeu

### Généralités
Le jeu met en scène Astérix, Obélix et leur chien Idéfix dans un environnement 3D très fidèle à la bande dessinée. Le joueur ne contrôle qu'un seul personnage à la fois mais peut demander de l'aide de la part des deux autres qui restent dans le champ de jeu, un bouton leur étant assigné distinctivement. Certains niveaux sont conçus pour diriger temporairement un personnage afin d'utiliser ses capacités. Les combats font partie intégrante du jeu, ils sont très nombreux et très prenants, le jeu permettant de propulser les Romains dans toutes les directions et toutes les positions. Idéfix, lui, intervient sur un simple sifflet et vient mordre le postérieur de l'ennemi pour tenter de lui faire perdre son arme. Les combats sont répétitifs mais un marchand ambulant vend (contre des casques romains) des combos aussi variés que puissants, outre l'utilisation de la potion magique réservée bien sûr à Astérix. Ces combos, une fois achetés, se déclenchent à l'aide de différentes combinaisons de touches, mais à une condition : le joueur doit avoir au préalable rempli une jauge dans son intégralité à l'aide de baffes distribuées aux Romains avant de pouvoir utiliser un combo. Une fois la jauge pleine, celle-ci décroît doucement, elle peut être reremplie avant d'être vide pour continuer à utiliser ses effets, tandis que chaque combo utilisé consommera une partie de la jauge, dont la taille varie en fonction du combo et de la vitesse à laquelle les commandes sont exécutées.
À mesure que l'on remplit initialement la jauge, sur trois niveaux distincts, la vitesse à laquelle le joueur peut distribuer des baffes accroît, ce qui facilite le combat. Normalement, quand la jauge se vide entièrement après avoir atteint son maximum, ce bonus de vitesse sur les baffes se réinitialise. Cependant, si aucun combo n'a été utilisé, il y a de fortes chances que ce bonus reste même après disparition de la jauge, et ne se réinitialisera que si un combat est de nouveau engagé avec un Romain (auquel cas la jauge repart de zéro).
Le jeu est divisé en six différentes régions du monde, ou les détails environnementaux sont différents dans chaque terre ; les protagonistes partent de la Gaule non loin du village gaulois incendié par les Romains, puis débarquent en Normandie avant de passer par la Grèce, l'Helvétie, l'Égypte, et enfin Rome. De ce fait, il existe une différence de décors dans chacune des terres, comme la présence de neige en Normandie, de sable et de couleurs globalement chaudes dans le milieu égyptien, de murs décorées avec de la pierre sculptée à la façon romaine à Rome…
À la fin de chaque parcours dans les différentes nations, un combat a lieu contre des « machines de guerre » construites par les Romains. Il s'agit d'engins ambulants plats dans l'ensemble, qui balancent de petites bombes sur les trois protagonistes. Ces machines sont équipées de pics de fer tout autour de leur surface et, en dessous, de longues roues elle aussi dotées de pics. Par de différentes manières pour chaque région, les héros doivent réussir à appuyer sur un énorme bouton rouge présent au dessus de la machine, ce qui fera avancer une roue de la machine et libérer deux clous à dévisser. Une fois dévissés, la machine perdra une de ses roues. Si le protagoniste prend trop de temps à décrocher les clous, la roue se refermera sur lui. Une fois toutes les roues retirées, la machine se détruira et offrira aux héros des casques, des multiplicateurs et des points de vie avant de les propulser vers une autre terre.

### Version Game Boy Advance
Bien que basée sur le même scénario, la version Game Boy Advance du jeu se distingue par quelques différences notables. En effet, même si les niveaux sont également en 3D, ceux-ci sont arrangés d'une tout autre manière. Limités par le nombre de boutons disponibles, les contrôles sont simplifiés, mais la difficulté augmentée : moins de points de vie (6 contre 15) et des ennemis plus réactifs.

## Développement
Le jeu sur Game Boy Advance est entièrement conçu par Fernando Velez et Guillaume Dubail, duo connu également sous le nom de VD-dev.

## Audio

### Musiques et bande-son
La bande originale est réalisée par Fabrice Bouillon-Laforest qui composera par la suite d'autres musiques de jeux vidéo dont Astérix et Obélix XXL 2 et sa suite Astérix aux Jeux Olympiques.

### Distribution

#### Voix françaises
- Roger Carel : Astérix
- Pierre Tornade : Obélix
- Thierry Kazazian : Acidcloridrix (l'espion allié) et Panoramix
- Sylvain Lemarié : Abraracourcix et le marchand ambulant
- Véronique Desmadryl : Mme Agecanonix
- Stefan Godin : Jules César

#### Voix anglaises
- Leslie Clark : Astérix, Jules César, Gériatrix
- Paul Bandey : Obélix, Abraracourcix
- Joe Sheridan : Cétautomatix, Espion romain
- Mark Jane : Assurancetourix
- Allan Wenger : Panoramix
- Helen Later : Bonemine
- Hester Wilcox : Mme Agecanonix, Panacea

## Suites
Le jeu est suivi par Astérix et Obélix XXL 2 : Mission Las Vegum sorti en automne 2005. Un troisième jeu, Astérix et Obélix XXL 3 : Le Menhir de cristal, est sorti fin 2019.
Une version remasterisée, intitulée Astérix & Obélix XXL Romastered, est sortie le 22 octobre 2020 sur PS4, Xbox One, PC, Mac et Nintendo Switch. Celle-ci reprend entièrement la version originale avec des graphismes améliorés, bien que le Mode Retro permette de les remettre tel qu'on les voit dans la version originale. Cette version conserve le doublage du jeu original, y compris celui de Roger Carel et Pierre Tornade qui sont morts avant sa sortie.